# Переяслава Даниловна
Переяслава Даниловна (польск. Perejesławą; ум. 12 апреля 1283) — княжна из рода Рюриковичей, в браке княгиня-консорт Черска и Мазовии.

## Биография
Дочь князя Даниила Романовича Галицкого от первого брака с Анной Мстиславной, дочерью Мстислава Мстиславича Удатного
В 1248 году Переяслава была выдана замуж за князя Земовита I Мазовецкого. Этот брак был призван закрепить союз, заключенный ее отцом с Земовитом против докучавших им набегами ятвягов.
В декабре 1254 года брат Земовита Казимир I Куявский, опасавшийся, что тот в союзе с Тевтонским орденом посягнёт на его земли, захватил Земовита и Переяславу, когда те вернулись из Кракова с празднования канонизации Святого Станислава Щепановского. Они были заключены в замок в Серадзе.
Освободить их удалось только в следующем году после вмешательства польского князя-принцепса Болеслава V Стыдливого и ряда других правителей, в обмен на обещание поддержать Казимира в войне против Святополка II Померанского.
В июне 1262 года войска короля Литвы Миндовга захватили Яздов, где находился Земовит вместе с их старшим сыном Конрадом. Предатели из числа горожан впустили врагов, и в последовавшей суматохе боя Земовит был убит. Есть также версия, что он был казнён по приказу брата Переяславы Шварна Даниловича. Конрад был взят в плен и уведен в Литву, откуда вернулся только в 1264 году.
Новым мазовецким князем стал их младший сын Болеслав II, а регентом при нем осталась Переяслава вместе с князем великопольским Болеславом Набожным, союзником Земовита I Мазовецкого.

## Дети
У Земовита и Переяславы было трое детей:
- Конрад II (ок. 1250 — 1294), князь мазовецкий и черский
- Болеслав II (ок. 1251 — 1313), князь мазовецкий и черский
- Саломея (ок. 1262 — 1301), монахиня.